# Roger Brown (baloncestista de 1950)
Walter Roger Brown (Chicago, Illinois, 23 de febrero de 1950-Chicago, 18 de octubre de 2023) fue un jugador de baloncesto estadounidense que disputó cuatro temporadas en la NBA y otras cuatro en la ABA, además de jugar un año en la WBA. Con 2,11 metros de estatura, jugaba en la posición de pívot.

## Trayectoria deportiva

### Universidad
Jugó durante cuatro temporadas con los Jayhawks de la Universidad de Kansas, en las que promedió 7,9 puntos y 8,1 rebotes por partido. En su última temporada fue incluido en el segundo mejor quinteto de la Big Eight Conference, tras liderar la conferencia en rebotes, con 11,1 por encuentro.

### Profesional
Fue elegido en la sexagésimo cuarta posición del Draft de la NBA de 1971 por Los Angeles Lakers, y también en el puesto 20 del draft de la ABA por los Dallas Chaparrals, fichando por los primeros, con los que únicamente disputó un partido, anotando sólo un punto.
Tras ser despedido, jugó una temporada con los Carolina Cougars de la ABA, como suplente de Ira Harge, promediando 2,4 puntos y 2,9 rebotes por partido. Tras un breve paso por los San Antonio Spurs, la temporada 1973-74 la jugó con los Virginia Squires, supliendo en este caso a Jim Eakins, promediando 3,6 puntos y 5,7 rebotes por encuentro.
Después de una temporada en blanco, en 1975 fichó como agente libre por los Denver Nuggets, con los que disputó el All-Star Game de la ABA 1976 como ganadores de la primera vuelta de la liga, en el que consiguió 4 puntos y 3 rebotes. Tras la desaparición de la liga del balón tricolor, en 1976 fichó por los Detroit Pistons de la NBA, marchándose a jugar al año siguiente a los Tucson Gunners de la efímera Western Basketball Association, donde ganó la liga y fue incluido en el tercer mejor quinteto del campeonato. Acabó su carrera profesional jugando cuatro partidos con los Chicago Bulls en la temporada 1979-80

## Estadísticas de su carrera en la NBA y la ABA

### Temporada regular
| Temporada | Edad | Equipo             | Liga  | Pos. | P   | TIT | MIN  | TC  | TCA | %TC  | 3P  | 3PA | %3P   | TL  | TLA | %TL  | R.OF. | R.DEF. | REB | ASIS | ROB | TAP | PER | FP  | PTS |
| 1972-73   | 22   | TOTAL              | TOTAL | C    | 63  |     | 9.3  | 0.9 | 2.0 | .457 | 0.0 | 0.0 |       | 0.5 | 0.9 | .537 | 1.0   | 1.8    | 2.8 | 0.4  |     |     | 0.7 | 1.9 | 2.3 |
| 1972-73   | 22   | Los Angeles Lakers | NBA   | C    | 1   |     | 5.0  | 0.0 | 0.0 |      |     |     |       | 1.0 | 3.0 | .333 |       |        | 0.0 | 0.0  |     |     |     | 1.0 | 1.0 |
| 1972-73   | 22   | Carolina Cougars   | ABA   | C    | 62  |     | 9.3  | 1.0 | 2.1 | .457 | 0.0 | 0.0 |       | 0.5 | 0.8 | .549 | 1.0   | 1.9    | 2.9 | 0.4  |     |     | 0.7 | 1.9 | 2.4 |
| 1973-74   | 23   | TOTAL              | ABA   | C    | 63  |     | 15.7 | 1.6 | 4.1 | .377 | 0.0 | 0.0 |       | 0.5 | 0.9 | .607 | 2.3   | 3.3    | 5.6 | 0.7  | 0.4 | 1.0 | 1.3 | 2.0 | 3.7 |
| 1973-74   | 23   | San Antonio Spurs  | ABA   | C    | 2   |     | 13.0 | 2.5 | 3.0 | .833 | 0.0 | 0.0 |       | 0.0 | 0.0 |      | 1.5   | 1.5    | 3.0 | 0.5  | 0.0 | 0.0 | 1.0 | 2.0 | 5.0 |
| 1973-74   | 23   | Virginia Squires   | ABA   | C    | 61  |     | 15.8 | 1.5 | 4.2 | .366 | 0.0 | 0.0 |       | 0.6 | 0.9 | .607 | 2.3   | 3.3    | 5.7 | 0.7  | 0.4 | 1.0 | 1.3 | 2.0 | 3.6 |
| 1975-76   | 25   | TOTAL              | TOTAL | C    | 66  |     | 11.3 | 0.9 | 2.0 | .429 | 0.0 | 0.0 | 1.000 | 0.5 | 0.6 | .714 | 1.1   | 2.0    | 3.1 | 0.5  | 0.2 | 0.7 | 0.3 | 2.1 | 2.2 |
| 1975-76   | 25   | Denver Nuggets     | ABA   | C    | 37  |     | 7.9  | 0.8 | 1.6 | .459 | 0.1 | 0.1 | 1.000 | 0.4 | 0.6 | .667 | 0.7   | 1.4    | 2.0 | 0.6  | 0.2 | 0.6 | 0.5 | 1.7 | 2.0 |
| 1975-76   | 25   | Detroit Pistons    | NBA   | C    | 29  |     | 15.7 | 1.0 | 2.5 | .403 |     |     |       | 0.5 | 0.6 | .778 | 1.6   | 2.9    | 4.5 | 0.4  | 0.2 | 0.9 |     | 2.6 | 2.5 |
| 1976-77   | 26   | Detroit Pistons    | NBA   | C    | 43  |     | 7.5  | 0.5 | 1.3 | .375 |     |     |       | 0.4 | 0.6 | .692 | 0.7   | 1.4    | 2.1 | 0.3  | 0.3 | 0.4 |     | 1.6 | 1.4 |
| 1979-80   | 29   | Chicago Bulls      | NBA   | C    | 4   |     | 9.3  | 0.3 | 0.8 | .333 | 0.0 | 0.0 |       | 0.0 | 0.0 |      | 0.5   | 2.0    | 2.5 | 0.3  | 0.0 | 0.8 | 0.0 | 1.0 | 0.5 |
| Total     |      |                    | TOTAL |      | 239 |     | 11.2 | 1.0 | 2.4 | .406 | 0.0 | 0.0 | 1.000 | 0.5 | 0.7 | .624 | 1.3   | 2.2    | 3.5 | 0.5  | 0.3 | 0.7 | 0.9 | 1.9 | 2.4 |
|           |      |                    | ABA   |      | 162 |     | 11.5 | 1.1 | 2.8 | .411 | 0.0 | 0.0 | 1.000 | 0.5 | 0.8 | .595 | 1.4   | 2.3    | 3.7 | 0.6  | 0.3 | 0.8 | 0.9 | 1.9 | 2.8 |
|           |      |                    | NBA   |      | 77  |     | 10.6 | 0.7 | 1.7 | .389 | 0.0 | 0.0 |       | 0.4 | 0.6 | .702 | 1.1   | 2.0    | 3.0 | 0.3  | 0.3 | 0.6 | 0.0 | 1.9 | 1.8 |

### Playoffs
| Temporada | Edad | Equipo           | Liga  | Pos. | P  | TIT | MIN  | TC  | TCA | %TC  | 3P  | 3PA | %3P | TL  | TLA | %TL   | R.OF. | R.DEF. | REB | ASIS | ROB | TAP | PER | FP  | PTS |
| 1972-73   | 22   | Carolina Cougars | ABA   | C    | 7  |     | 5.7  | 0.7 | 1.0 | .714 | 0.0 | 0.0 |     | 0.1 | 0.1 | 1.000 | 0.6   | 1.0    | 1.6 | 0.1  |     |     | 0.4 | 0.9 | 1.6 |
| 1973-74   | 23   | Virginia Squires | ABA   | C    | 5  |     | 10.0 | 1.8 | 3.8 | .474 | 0.0 | 0.0 |     | 0.4 | 0.6 | .667  | 1.6   | 1.2    | 2.8 | 0.4  | 0.0 | 0.4 | 0.2 | 1.2 | 4.0 |
| 1975-76   | 25   | Detroit Pistons  | NBA   | C    | 9  |     | 5.7  | 0.4 | 1.0 | .444 |     |     |     | 0.2 | 0.4 | .500  | 0.8   | 0.8    | 1.6 | 0.2  | 0.0 | 0.1 |     | 1.1 | 1.1 |
| 1976-77   | 26   | Detroit Pistons  | NBA   | C    | 2  |     | 2.5  | 0.0 | 0.5 | .000 |     |     |     | 0.0 | 0.0 |       | 0.0   | 0.0    | 0.0 | 0.0  | 0.0 | 0.5 |     | 0.0 | 0.0 |
| Total     |      |                  | TOTAL |      | 23 |     | 6.3  | 0.8 | 1.6 | .500 | 0.0 | 0.0 |     | 0.2 | 0.3 | .625  | 0.8   | 0.9    | 1.7 | 0.2  | 0.0 | 0.3 | 0.3 | 1.0 | 1.8 |
|           |      |                  | ABA   |      | 12 |     | 7.5  | 1.2 | 2.2 | .538 | 0.0 | 0.0 |     | 0.3 | 0.3 | .750  | 1.0   | 1.1    | 2.1 | 0.3  | 0.0 | 0.4 | 0.3 | 1.0 | 2.6 |
|           |      |                  | NBA   |      | 11 |     | 5.1  | 0.4 | 0.9 | .400 |     |     |     | 0.2 | 0.4 | .500  | 0.6   | 0.6    | 1.3 | 0.2  | 0.0 | 0.2 |     | 0.9 | 0.9 |